# Arienzo
Arienzo ist eine italienische Gemeinde (comune) mit 5362 Einwohnern (Stand 31. Dezember 2023) in der Provinz Caserta in Kampanien. Die Gemeinde liegt etwa 14 Kilometer ostsüdöstlich von Caserta. Arienzo grenzt unmittelbar an die Provinz Benevento am Parco Regionale del Partenio.

## Geschichte
Die oskische bzw. etruskische Stadt Suessola liegt zum Teil im Gemeindegebiet, die um 800 nach Christus von den Sarazenen zerstört wurde. Aus dieser Zeit gibt es auch noch eine Burgruine auf dem nahegelegenen Monte Castello. Aus der römischen Antike sind noch Teile von Landvillen (villae rusticae) erhalten.

## Verkehr
Durch die Gemeinde führt die Staatsstraße 7 entsprechend dem historischen Verlauf der Via Appia.